# Eurovision Dance Contest
L'Eurovision Dance Contest (in francese: Concours Eurovision de la Danse; EDC) è stata una competizione internazionale di danza che si è tenuta per la prima volta nel Regno Unito il 1º settembre 2007.
La gara era simile nel formato all'Eurovision Song Contest ed è stata organizzata congiuntamente dall'UER e dalla International DanceSport Federation (IDSF); quest'ultima attribuisce la nascita della gara a Richard Bunn del network rbi ed ex sovraintendente allo sport dell'UER, che ha convinto l'azienda per cui ha lavorato in precedenza a creare il programma.

## Format ed informazioni generali
La gara è consistita nell'esibizione di coppie di danzatori da ogni Paese partecipante, ognuna delle quali effettuava un'esibizione libera; le coppie venivano giudicate sia da una giuria di danzatori professionisti che dal televoto del pubblico da casa.
La BBC ha organizzato e trasmesso soltanto le edizioni del 2007 e del 2008.

## Edizioni

### 2007
Quest'edizione è stata ospitata a Londra; ogni coppia ha eseguito due balli da 90 secondi l'uno, il primo era un ballo da sala o un ballo latinoamericano, mentre il secondo era libero. In questa edizione era consentita la partecipazione di coppie di ballerini professionisti. La competizione è stata vinta dalla Finlandia.

### 2008
Quest'edizione è stata ospitata a Glasgow; a differenza della precedente non sono state ammesse coppie di ballerini professionisti, uno dei partecipanti doveva essere una celebrità, e vi è stata una sola esibizione di due minuti. È stata introdotta una giuria professionale, che ha pesato sulla votazione finale per il 20%. Vincitori sono stati i polacchi Edyta Herbuś e Marcin Mroczek.

### 2009
La competizione si sarebbe dovuta tenere in Azerbaigian, ma è stata cancellata, a detta dell'UER, a causa dello scarso interesse nella competizione. Non vi sono state altre edizioni.

## Paesi partecipanti
| Anno | Paesi partecipanti |
| ---- | --- |
| 2007 | Austria · Danimarca · Finlandia · Germania · Grecia · Irlanda · Lituania · Paesi Bassi · Polonia · Portogallo · Russia · Spagna · Svezia · Svizzera · Ucraina · Regno Unito |
| 2008 | Austria · Azerbaigian · Danimarca · Finlandia · Grecia · Irlanda · Lituania · Paesi Bassi · Polonia · Portogallo · Russia · Svezia · Ucraina · Regno Unito                  |